# Il sepolcro segreto
Il sepolcro segreto è un romanzo del 2012 dello scrittore statunitense Steve Berry, uscito in Italia nel 2013 presso la casa editrice Nord.